# Pseuderanthemum praecox
Pseuderanthemum praecox är en akantusväxtart som först beskrevs av George Bentham, och fick sitt nu gällande namn av Emery Clarence Leonard. Pseuderanthemum praecox ingår i släktet Pseuderanthemum och familjen akantusväxter. Inga underarter finns listade i Catalogue of Life.